# Isovector
En física de partícules, isovector es refereix a la transformació vectorial d'una partícula sota el grup SU(2) d'isospin. Una partícula isovector és un estat triplet amb isospin total 1 i tercer component d'isospin 1, 0, o -1, com un estat triplet en l'addició de dues partícules de espin.